# 紀大口
紀 大口（き の おおくち）は、飛鳥時代の人物。姓は臣。紀塩手の子。系図によっては名前が記載されていないものもある。子に紀大人がいる。